# Plesionida
Plesionida is een geslacht van kreeftachtigen uit de klasse van de Malacostraca (hogere kreeftachtigen).

## Soorten
- Plesionida aliena (Macpherson, 1996)
- Plesionida aurelia Ahyong, Taylor & McCallum, 2013
- Plesionida concava Cabezas, Macpherson & Machordom, 2009
- Plesionida psila Baba & de Saint Laurent, 1996